# Plumeria
Plumeria is een geslacht uit de maagdenpalmfamilie (Apocynaceae). The Plant List erkent elf soorten, maar volgens de Flora of China bestaat het geslacht uit zeven soorten. De soorten komen voor in tropisch Amerika, van Mexico tot in noordelijk Zuid-Amerika en het Caraïbisch gebied.
Plumeria is vernoemd naar de Franse botanicus Charles Plumier.
Een aantal soorten wordt toegepast als sierplant. Ze staan ook wel bekend als 'frangipani'.

## Soorten
- Plumeria alba L.
- Plumeria clusioides Griseb.
- Plumeria cubensis Urb.
- Plumeria ekmanii Urb.
- Plumeria emarginata Griseb.
- Plumeria filifolia Griseb.
- Plumeria inodora Jacq.
- Plumeria krugii Urb.
- Plumeria lanata Britton
- Plumeria magna Zanoni & M.M.Mejía
- Plumeria montana Britton & P.Wilson
- Plumeria obtusa L.
- Plumeria pudica Jacq.
- Plumeria rubra L.
- Plumeria subsessilis A.DC.
- Plumeria trinitensis Britton
- Plumeria tuberculata G.Lodd.
- Plumeria venosa Britton

## Hybriden
- Plumeria × stenopetala Urb.

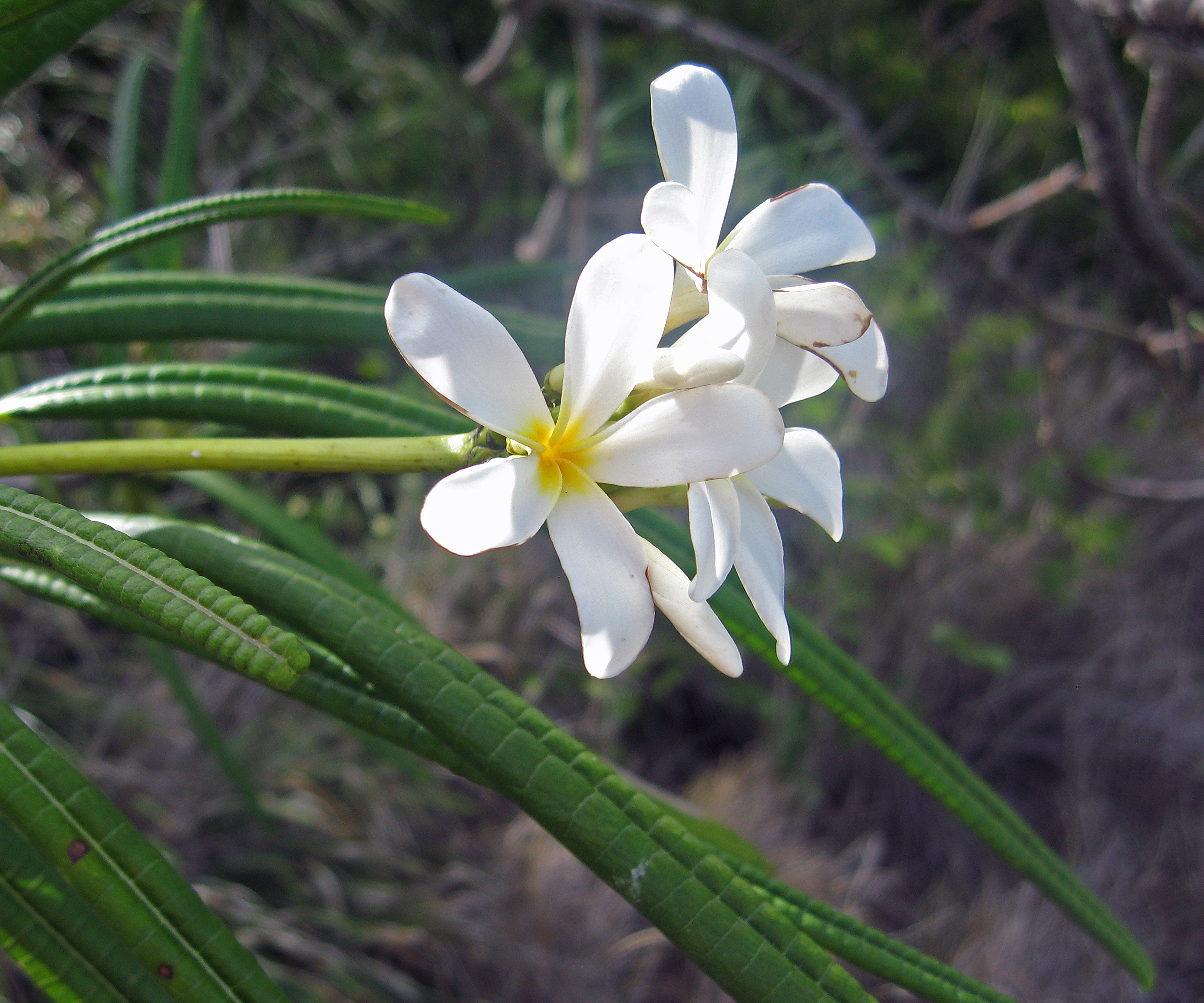
Plumeria alba
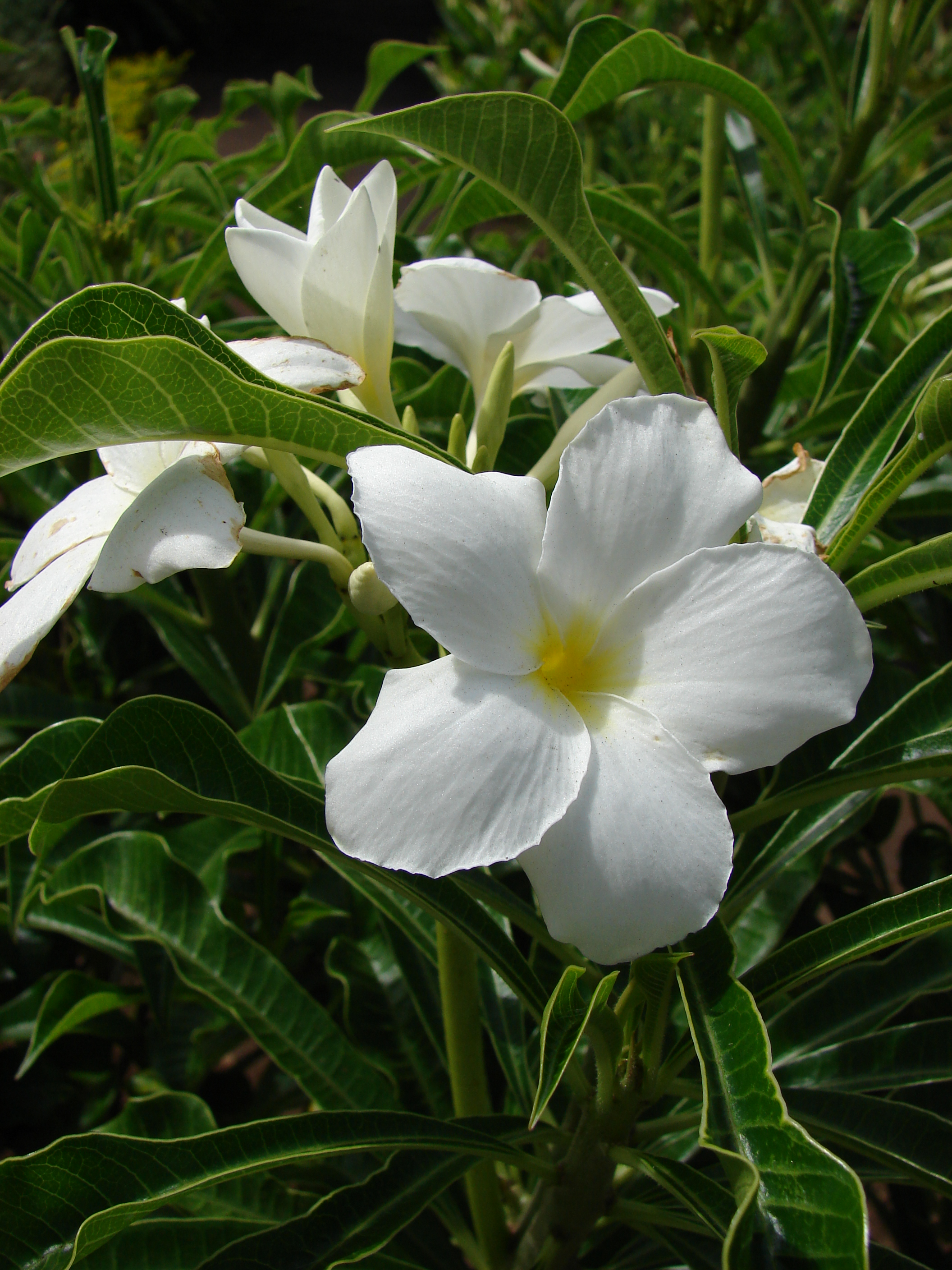
Plumeria pudica